# Krakowska 19 Lotnicza

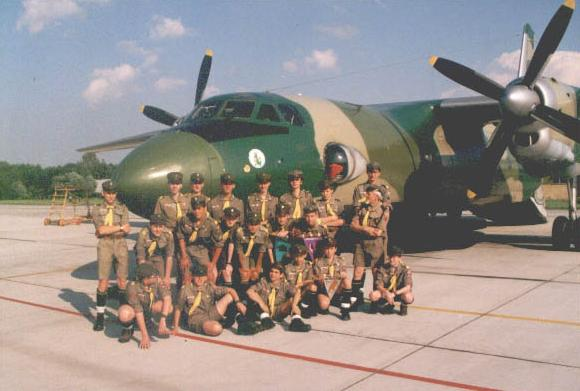
Harcerze ze Szczepu 19 KDL ZHR w 2001 roku na lotnisku w Balicach

Krakowska 19 Lotnicza – harcerskie środowisko lotnicze wywodzące się z 19 Krakowskiej Drużyny Harcerzy im. Franciszka Żwirki i Stanisława Wigury.
Jedno bardziej ze znanych i rozpoznawalnych środowisk harcerskich. Środowisko o rozwiniętej specjalności lotniczej (głównie modelarstwo lotnicze i kosmiczne oraz baloniarstwo), ale mocno przywiązane do metody i tradycji harcerskiej. Na działalności środowiska (w znacznym stopniu) oparte zostały dwa znane wydawnictwa harcerskie, "Obrzędowy piec" oraz "Vademecum zastępowego".
Instruktorzy K19L byli współinicjatorami KIHAM a w latach 60., 70., 80. XX w. stanowili trzon Kręgu Czarnego Dębu, zaś współcześnie m.in. zainicjowali powstanie ogólnopolskiego ruchu programowo-metodycznego Krąg Płaskiego Węzła.

## Historia
Środowisko to wywodzi się z założonego w 1929 roku przez druha Mariana Ryszkę zastępu "Wybranieckich", należącego do XIII Krakowskiej Drużyny Harcerzy ("Czarna 13"). Zastęp rozwinął się w pluton/drużynę, tzw. "Gromadę Wybranieckich". Za symboliczną datę przekształcenia się Wybranieckich w XIX [XIX KDH], przyjęto 15 maja 1931 roku. 
W 1937 r. drużynowym XIX KDH zostaje Franciszek Baraniuk, późniejszy organizator Grup Szturmowych krakowskich Szarych Szeregów. W 1945 r. 19 KDH została reaktywowana, objął ją dh Tadeusz Heimrath. W 1949 w ramach likwidacji ZHP przez władze komunistyczne zamiera również działalność drużyny. W 1957, na fali odradzającego się harcerstwa, 19 Krakowska Drużyna Harcerzy im. Żwirki i Wigury zostaje reaktywowana przez Marka Kudasiewicza. W 1959 drużyna ta rozrasta się w szczep, składający się z drużyn – dywizjonów: "Gwiaździsty Szlak" i "Słoneczne Drogi", rok później połączonych w jedną 19 KDHL. 1962 - drużyna otrzymuje Husarskie Skrzydła. W 1963 r. ponownie przekształcona w szczep (dywizjony: "Gwiaździsty Szlak", "Słoneczne Drogi", "Srebrzyste Ptaki"). 

SP-BZP, pierwszy balon Harcerskiego Klubu Balonowego (Gniazdo 19 KDL)

W lutym 1968 r. męskie dotychczas dywizjony rozrastają się w koedukacyjne szczepy ("Gwiaździsty Szlak"(I), "Słoneczne Drogi", "Srebrzyste Ptaki"(I)), wchodzące w skład Ośrodka Lotniczego. Z czasem ośrodek rozwiązano, a koordynacją niektórych działań szczepów lotniczych zajmowała się Komandoria.
Wbrew negatywnym zmianom zachodzącym w ZHP w latach 60. i 70., środowisko K19L pozostało wierne ideałom i regułom harcerskim. Instruktorzy K19L współtworzyli Krąg Czarnego Dębu, współinicjowali powstanie KIHAM, nadawali ton komendzie Zlotu 70-lecia Harcerstwa Polskiego.
W 1982 zamarła działalność szczepu "Gwiaździsty Szlak"(I) na osiedlu Azory (gromada zuchowa działała do późnej jesieni 1983). Decyzją Komandorii reaktywowano "Gwiaździsty Szlak"(II) jesienią 1985, ale już na osiedlu Prądnik Biały Wschód.
W oparciu o środowisko K19L, w 1984 powstał Harcerski Klub Balonowy, w 1985 Harcerski Klub Lotniowy, a w 1986 powstał Harcerski Klub Modelarstwa Lotniczego i Kosmicznego.
W 1989 roku szczepy "Gwiaździsty Szlak"(II) i "Srebrzyste Ptaki" (I) przeszły do Związku Harcerstwa Polskiego rok założenia 1918. Od 1992 po połączeniu ZHP-1918 z ZHR, funkcjonowały w ramach Związku Harcerstwa Rzeczypospolitej. W Związku Harcerstwa Polskiego pozostał szczep "Słoneczne Drogi".
W 1993 zamarła działalność "Srebrzystych Ptaków"(I). Rok później częściowo reaktywowano działalność tego środowiska, powołując kontynuującą tradycje "Srebrzystych Ptaków" 19 KLDH "Zdobywcy Gwiazd".
W 1998 "Gwiaździsty Szlak"(II) rozdzielił się na męski Szczep 19 Krakowskich Drużyn Lotniczych i żeńską 19 KLDH "Kwiaty Nieba". Niedługo potem, harcerki wspólnie z 19 KLDH "Zdobywcy Gwiazd" reaktywowały szczep "Srebrzyste Ptaki"(II).
W roku 2005 na bazie szczepu "Słoneczne Drogi" powstało Gniazdo 19 KDL – pierwotnie jako jednostka skupiająca męski (wówczas) szczep "Słoneczne Drogi", żeńską 19 KLDH "Wietrzne Mgławice", dwa kręgi instruktorskie oraz harcerskie kluby lotnicze (HKB z sekcją paralotniową i HKMLiK).

Rakietoplan modelarzy HKMLiK (Gniazdo 19 KDL)

W latach 2008–2009 wygasła działalność 19 KLDH "Zdobywcy Gwiazd", stąd szczep "Srebrzyste Ptaki"(II) "skurczył się" do 19 KLDH "Kwiaty Nieba" (i przejściowo także gromady zuchowej), by w kwietniu 2014 połączyć się z męskim Szczepem 19 KDL.

## Obecny skład
- ZHR - Szczep 19 Krakowskich Drużyn Lotniczych (kontynuacja historycznego "Gwiaździstego Szlaku (II)"), szczepowy elekt: pwd. Kamil Moskal HR, w skład szczepu wchodzą:
  - 19 Krakowska Lotnicza Drużyna Harcerzy "Ptaki Polskie"
  - 19 Krakowska Lotnicza Drużyna Harcerek "Kwiaty Nieba"

- ZHP - Szczep 19 Krakowskich Lotniczych Drużyn Harcerskich "Słoneczne Drogi", (komendant szczepu) szczepowa: phm. Natalia Fiedorczuk HO, w skład szczepu wchodzą:
  - 19 Krakowska Lotnicza Gromada Zuchowa "Skrzydlaci"
  - 19 Krakowska Lotnicza Gromada Zuchowa "Astronautki"
  - 19 Krakowska Lotnicza Gromada Zuchowa "Zdobywcy"
  - 19 Krakowska Lotnicza Drużyna Harcerska
  - 19 Krakowska Lotnicza Gromada Wędrownicza "Płomienie"
  - Harcerski Klub Balonowy (w jego skład wchodzi także Harcerska Sekcja Paralotniowa)
  - Harcerski Klub Modelarstwa Lotniczego i Kosmicznego
  - 32 Poczta Harcerska
  - XIX Krąg Instruktorów i Starszyzny
  - Krakowski Krąg Płaskiego Węzła

## Literatura
- Publikacja pod redakcją Olgierda Fiedkiewicza "Leksykon harcerstwa" (hasło: Krakowska Dziewiętnastka Lotnicza) Młodzieżowa Agencja Wydawnicza, Warszawa 1988 ISBN 83-203-1779-7
- Jerzy Komorowski "Niepokornych droga do Orłów" (1931-2001) ZHR Szczep 19 Krakowskich Drużyn Lotniczych w 2001 r." Wydawnictwo ZHR Kraków 2001 ISBN 83-916180-0-5
- "Obrzędowy piec: zwyczaje, obrzędy, tradycje harcerskie", Marek Kudasiewicz, Warszawa Młodzieżowa Agencja Wydawnicza, 1987 ISBN 83-203-2708-3 (Najnowsze wydanie OW Text 2007 r.)
- "Vademecum zastępowego", Marek Kudasiewicz, Kraków; Harcerska Oficyna Wydawnicza, 1988 ISBN 83-7028-004-8 (Najnowsze wydanie OW Text 2007 r.)
- Publikacja pod redakcją Janusza Wojtyczy i Krzysztofa Wojtyczy "DZIEWIĘTNASTKA" 19 Krakowska Drużyna Harcerzy i Krakowskie Szczepy Lotnicze im. Żwirki i Wigury w latach 1931-1989, Fundacja Wczoraj i Dziś, Kraków 2019 ISBN 83-949409-3-5